# Maximilianstraße 39 (Augsburg)

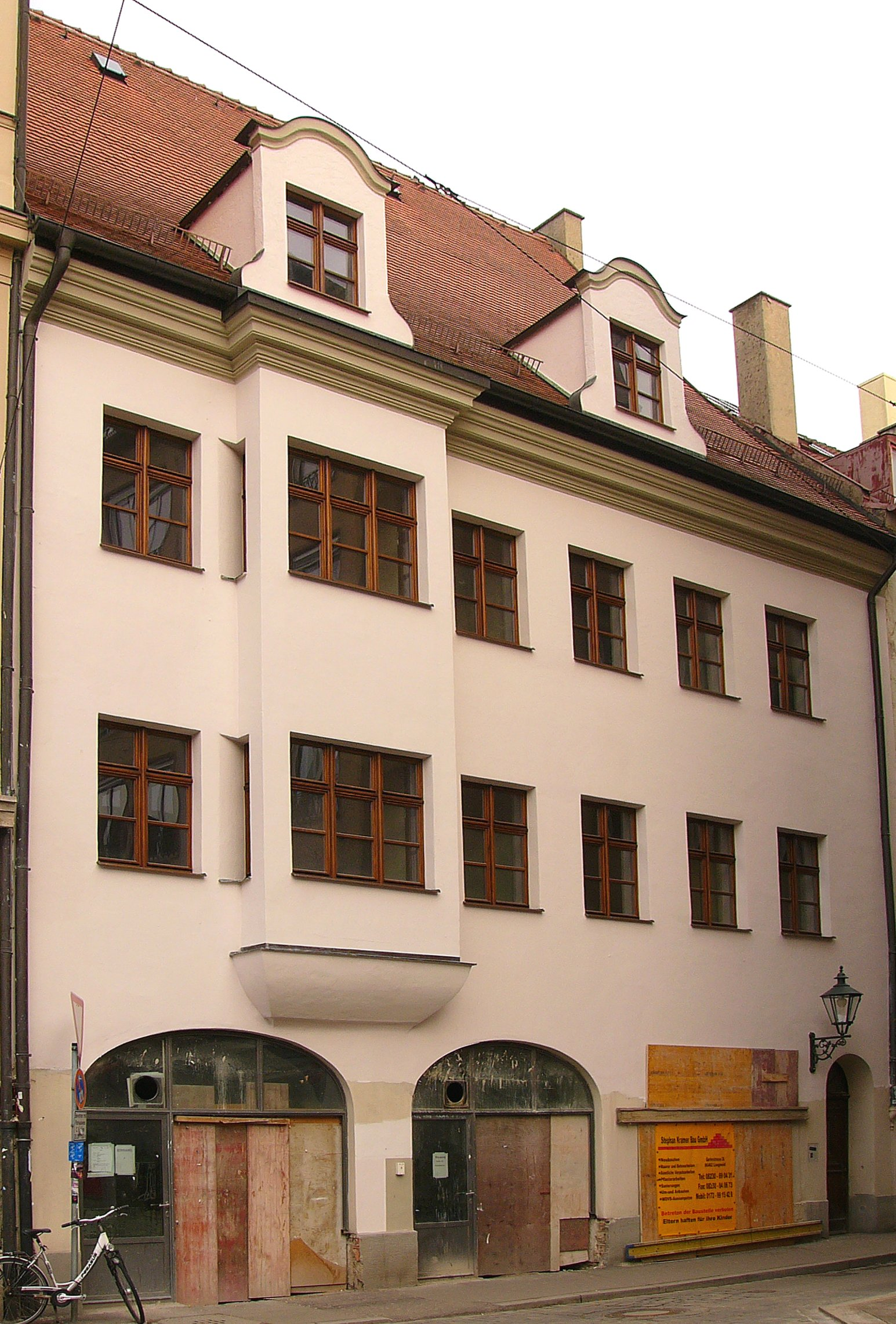
Bürgerhaus Maximilianstraße 39

Das Bürgerhaus Maximilianstraße 39, auch Harter-Haus, befindet sich in der Innenstadt von Augsburg und ist als Baudenkmal in der Bayerischen Denkmalliste eingetragen.

## Geschichte
Die Existenz des architektonisch und kunsthistorisch bedeutenden Augsburger Bürgerhauses an der Maximilianstraße ist mindestens seit dem 15. Jahrhundert nachgewiesen. Bis 1540 diente es als Versammlungsort der städtischen Kramerzunft. Seit 1563 war der Eigentümer der Augsburger Bürgermeister Hieronymus Harter, welcher es 1598/99 durch den Architekten Elias Holl, beeinflusst durch eine Italienaufenthalt, umgestalten ließ. Letzterer errichtete eine Renaissance-Arkadenwand und eine Schreibstube. Über die Arbeiten berichtet auch die Familienchronik des Baumeisters. Die zur gleichen Zeit entstandene, noch heute erhaltene Renaissance-Stuckdecke im zweiten Stockwerk weist Ähnlichkeiten mit der Holzdecke des Goldenen Saal des Augsburger Rathauses auf, als dessen Vorgänger sie gilt. Im 18. Jahrhundert erfolgte ein weiterer Umbau. In jüngerer Zeit wurde das über Jahrzehnte renovierungsbedürftige Gebäude Innen wie Außen umfassend saniert. Der neue Eigentümer plant die Nutzung als Stadthotel.

## Beschreibung
Es handelt sich um einen dreigeschossigen Traufseitbau mit Satteldach und Flacherker in der Maximilianstraße. Im Innenhof befindet sich eine Arkadenwand. Der nordwestlich gelegene Saal im zweiten Stockwerk ist mit einer Renaissance-Stuckdecke mit Modeln verziert, die als Vorgänger der Holzdecke des Goldenen Saals im Augsburger Rathaus angesehen wird. 